# Bastide du Jas de Bouffan
Pour les articles homonymes, voir Bastide et Jas.
La bastide du Jas de Bouffan est une bastide-maison de maître-musée du XVIIIe siècle du Jas-de-Bouffan d'Aix-en-Provence dans les Bouches-du-Rhône en Provence-Alpes-Côte d'Azur. Maison familiale du célèbre peintre Paul Cézanne (1839-1906) qui y vit et y peint durant 40 ans (1859-1899) une importante partie de son œuvre, ce musée est un des sites Cézanne d'Aix-en Provence, avec son cabanon de Cézanne des carrières de Bibémus, son atelier des Lauves, ou sa maison de Cézanne à L'Estaque de Marseille. La bastide et le parc sont classés aux monuments historiques depuis le 16 mars 1943 et depuis 2001.

## Historique
La bastide est construite vers les années 1730, au 17 route de Galice du Jas-de-Bouffan, à l'ouest d'Aix, par l'architecte aixois Georges Vallon, pour Gaspard Truphème, conseiller de la cour des comptes.

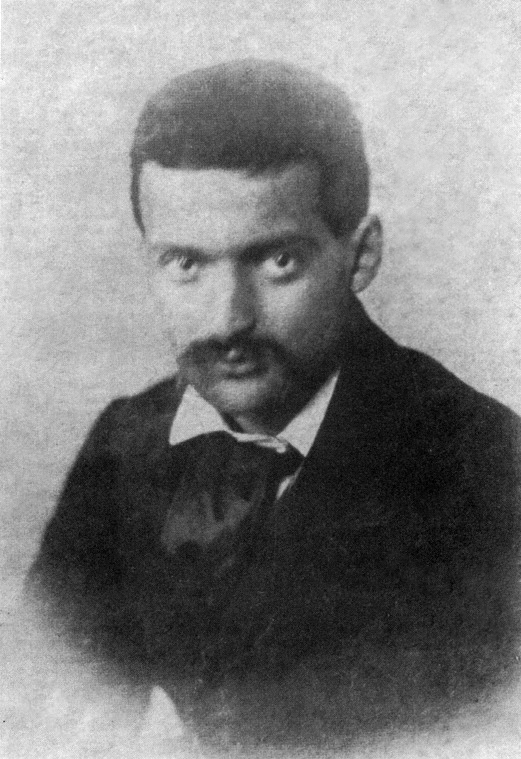
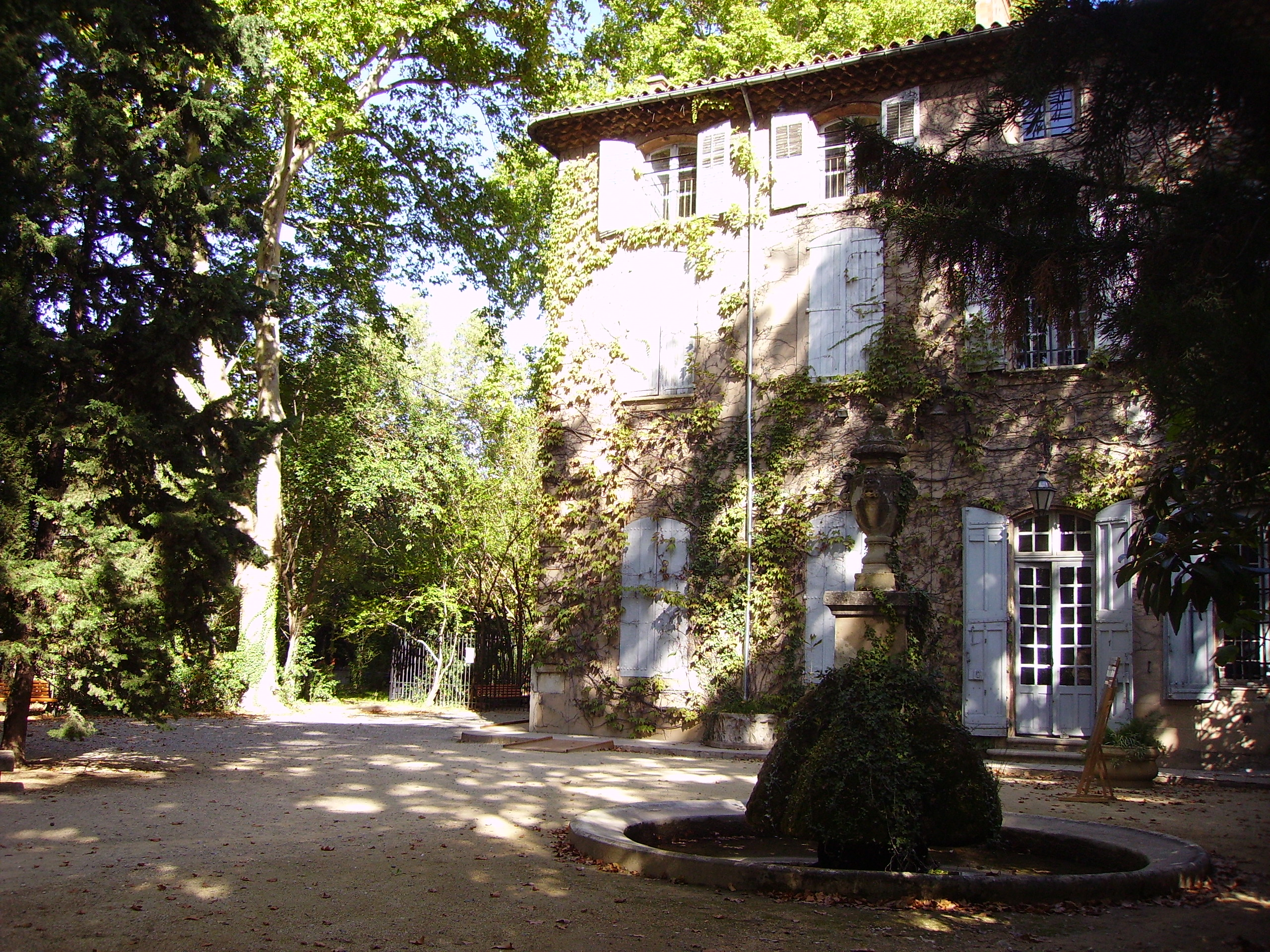
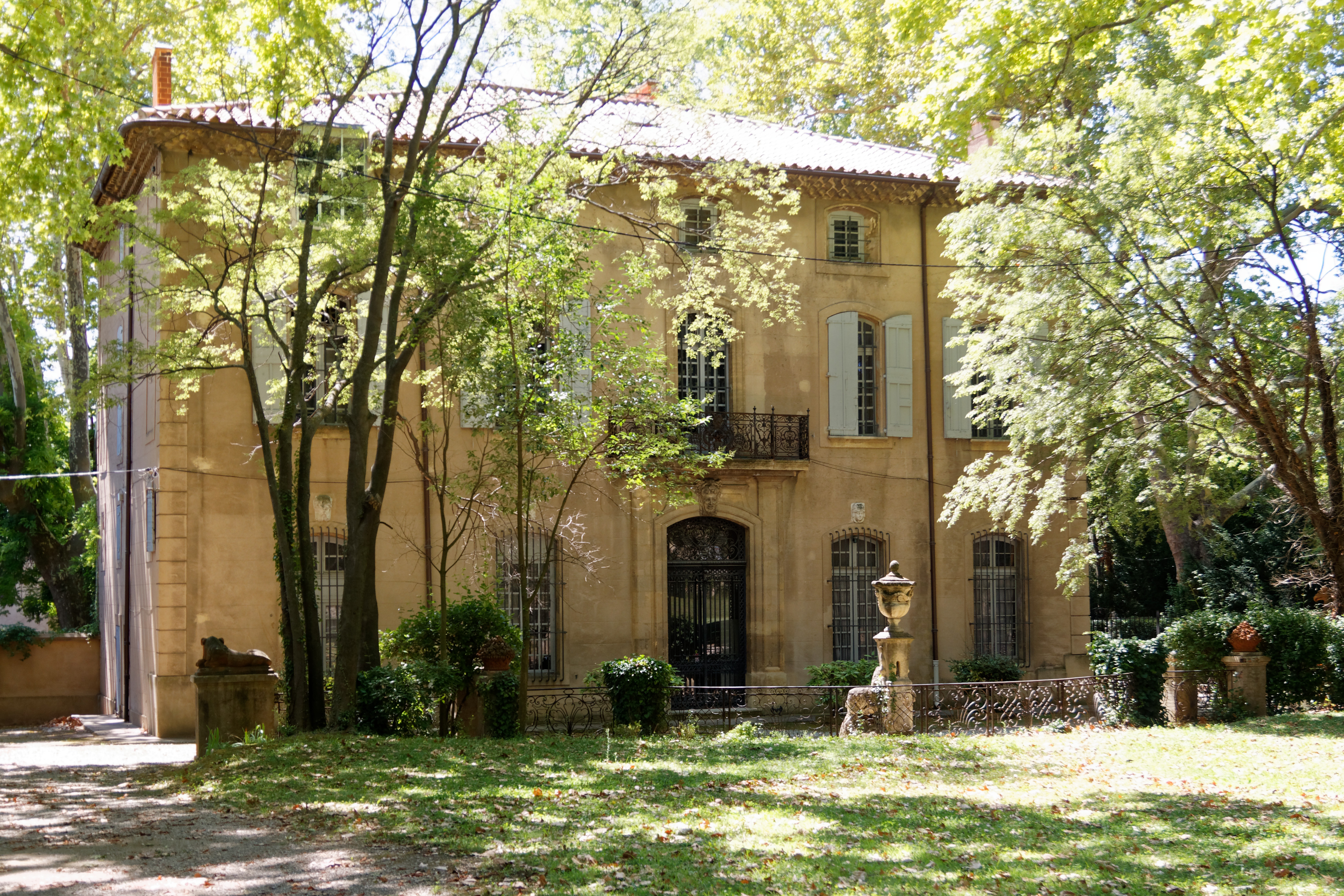
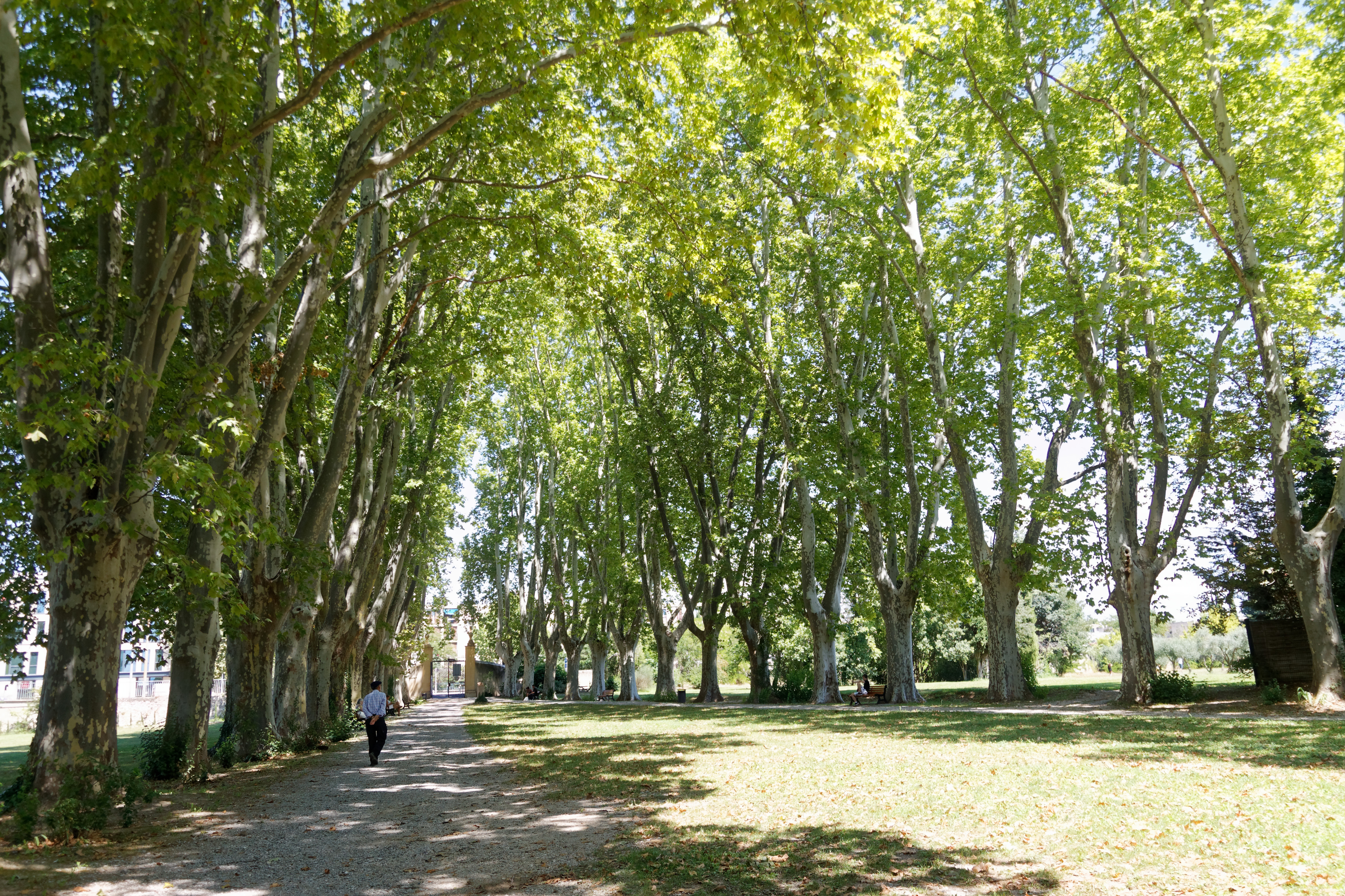

La bastide est entourée d'un domaine de 15 hectares, avec ferme, jas (bergerie), serre, orangerie, jardin, parc, étangs, bassins, fontaines, sculptures, et vue sur la montagne Sainte-Victoire... 

## Paul Cézanne
En 1859 le banquier Louis-Auguste Cézanne (père de Paul Cézanne) achète la bastide à titre de résidence secondaire, aux descendants héritiers du précédent (Paul a alors 20 ans) et s'y installe avec sa famille vers 1870.

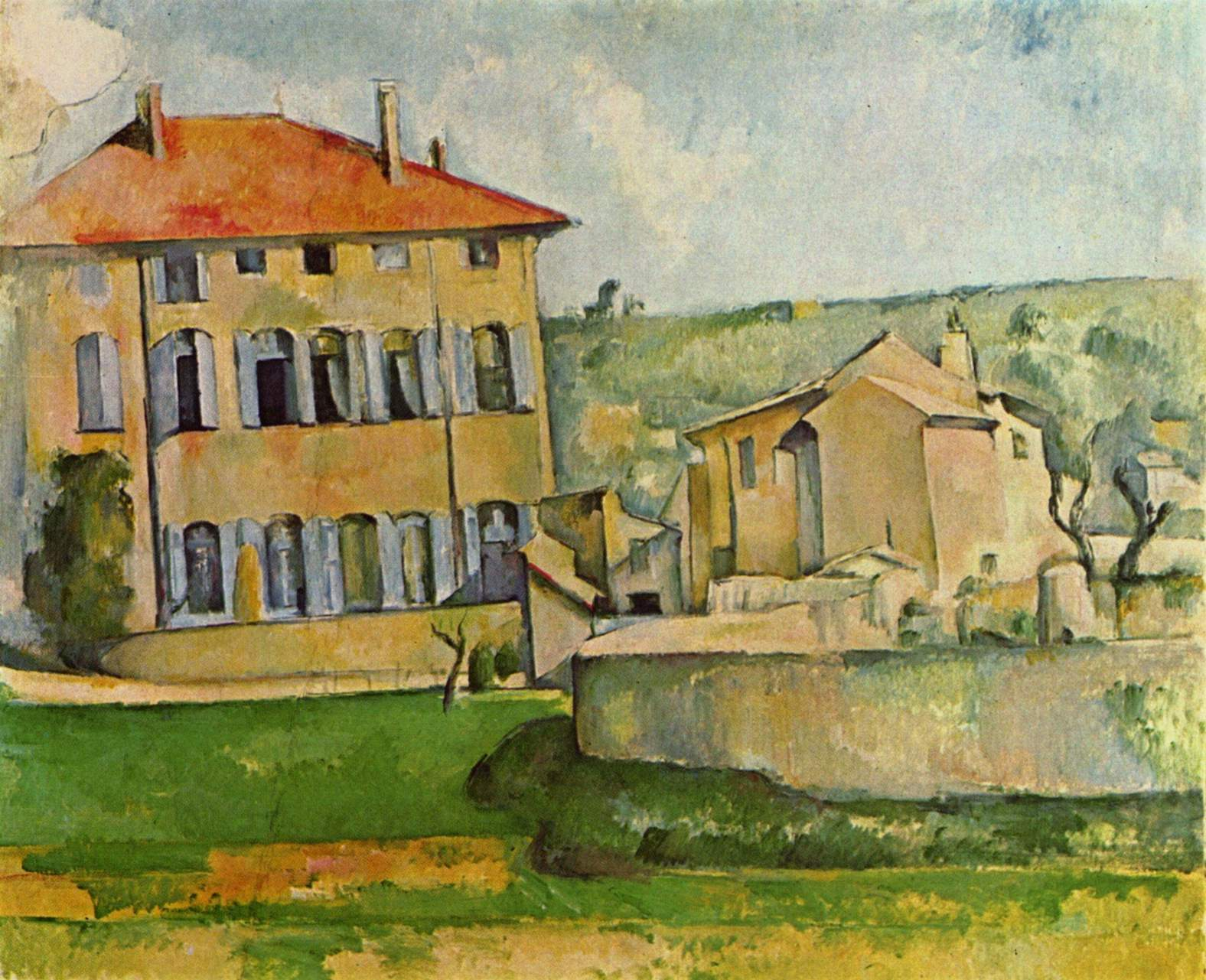
Le Jas de Bouffan (1881-1882), galerie nationale de Prague.
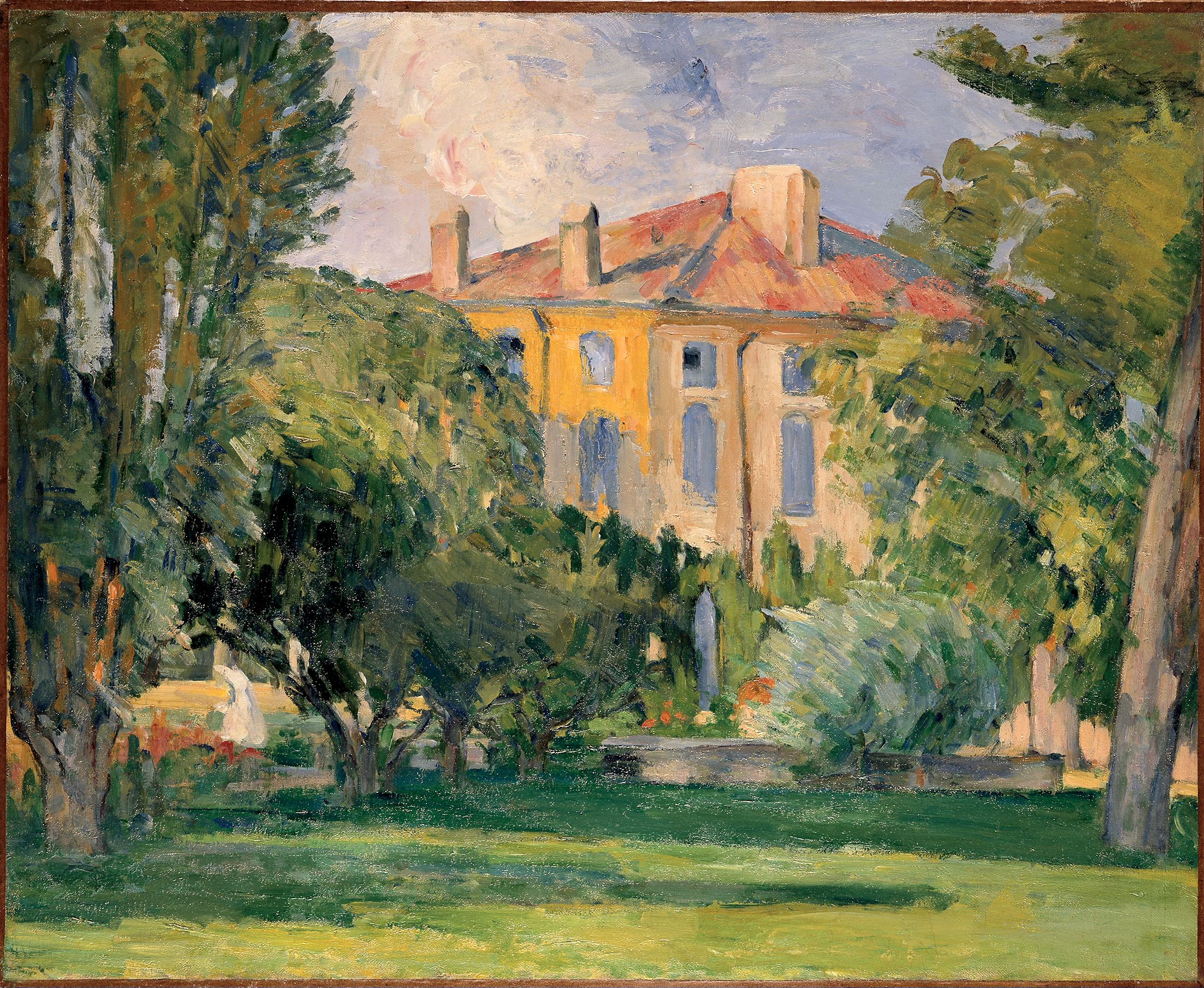
National Gallery of Art de Washington, D.C.
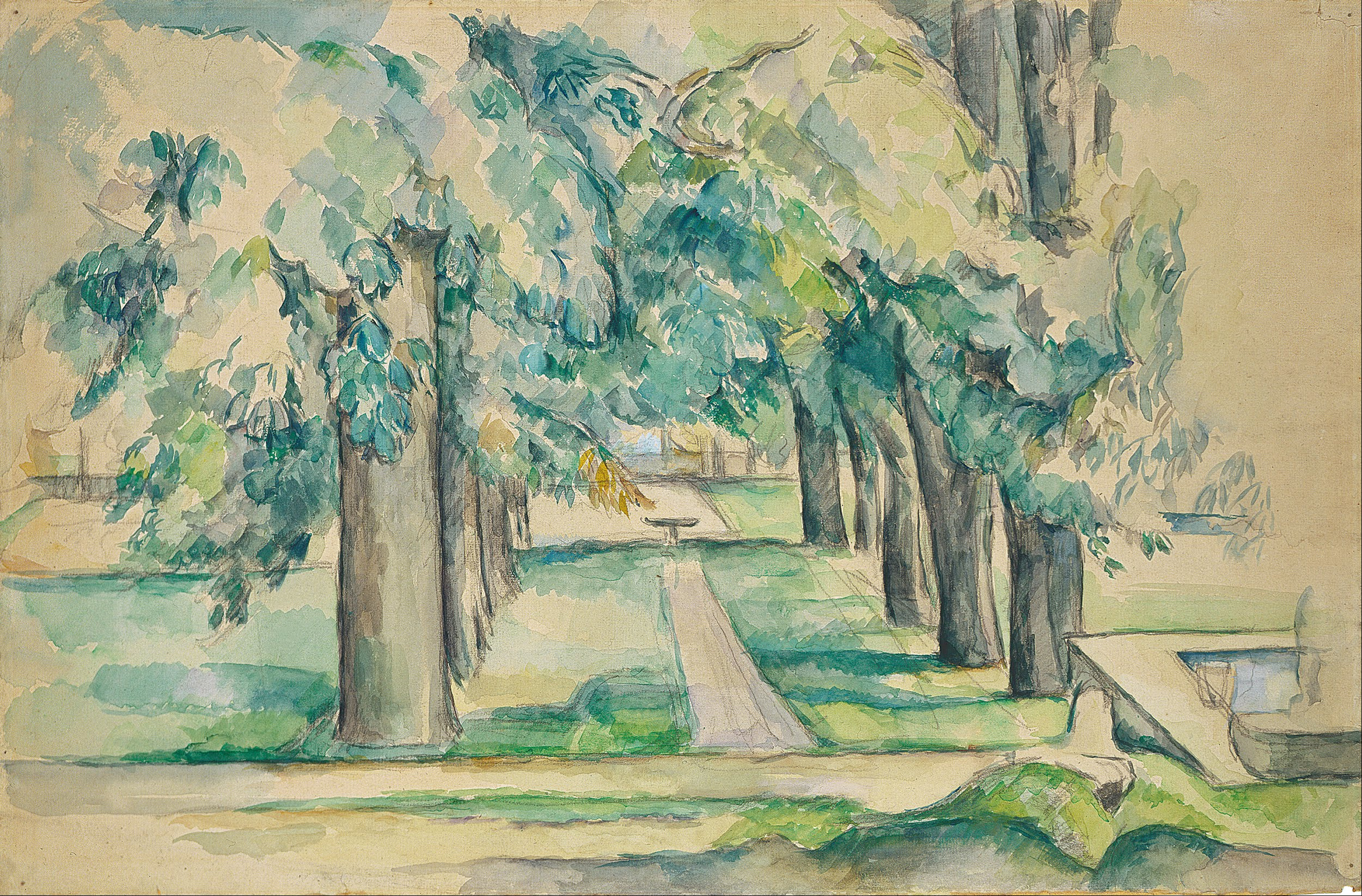
Avenue des Châtaigniers au Jas de Bouffan, musée Städel.
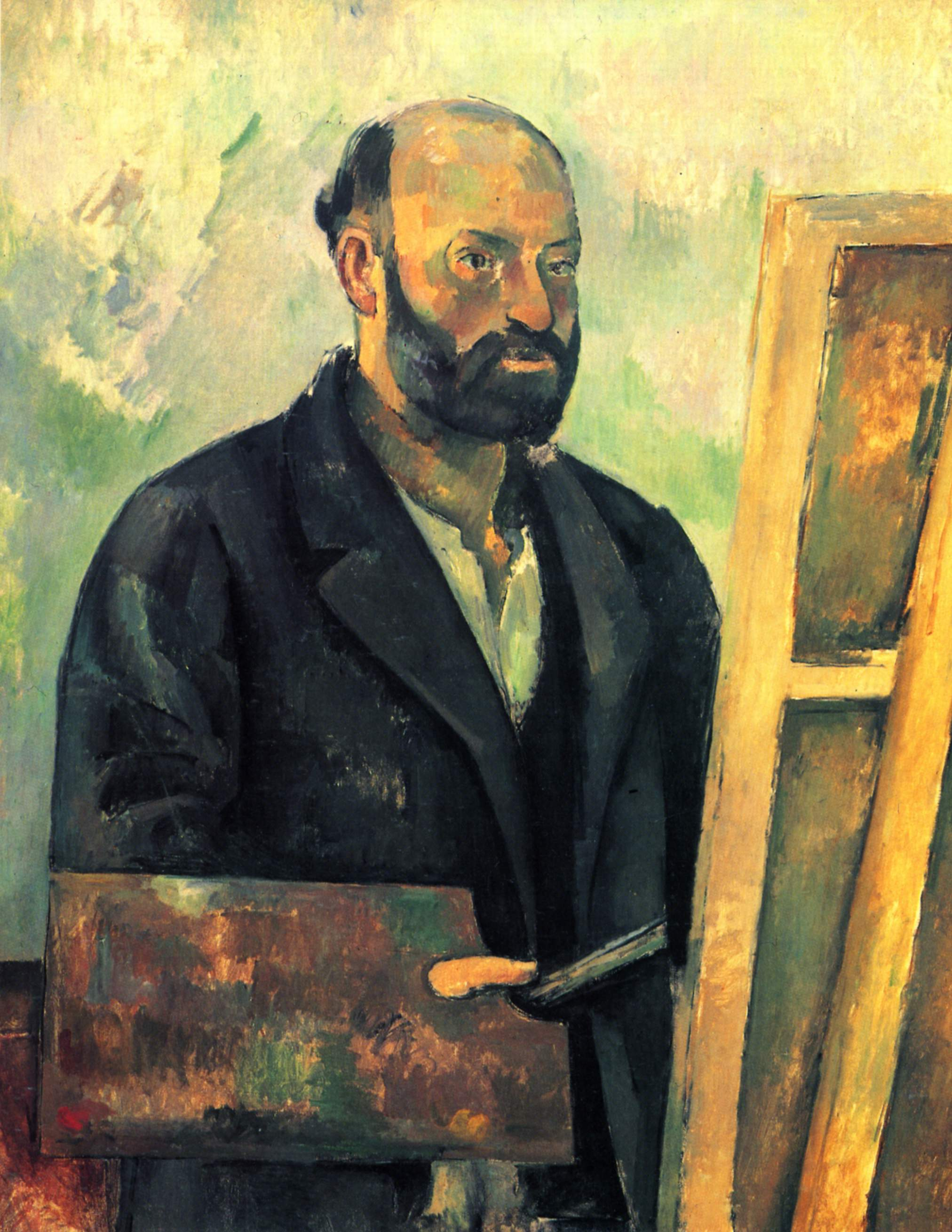
Paul Cézanne, autoportrait avec palette.

Paul Cézanne y commence sa carrière d'artiste peintre, et y trouve l'inspiration durant 40 ans pour un nombre considérable de ses œuvres, et quelques-uns de ses plus importants chefs-d’œuvre, avec entre autres ses premiers portraits, ses nombreux paysages de Montagne Sainte-Victoire et carrière de Bibémus voisines, douze grandes compositions murales du grand salon ovale du rez-de-chaussée entre 1860 et 1870 (détachées et dispersées vers 1912), « l’allée des marronniers » (de l'entrée du parc), Le Jas de Bouffan (vers 1876, du musée de l'Ermitage), « La Sainte Victoire », Les Joueurs de cartes (avec des ouvriers agricoles du domaine, qui acceptèrent de poser pour le fils de la maison), de nombreuses vues du parc et arbres... 

Quelques œuvres de Cézanne, inspirées des lieux
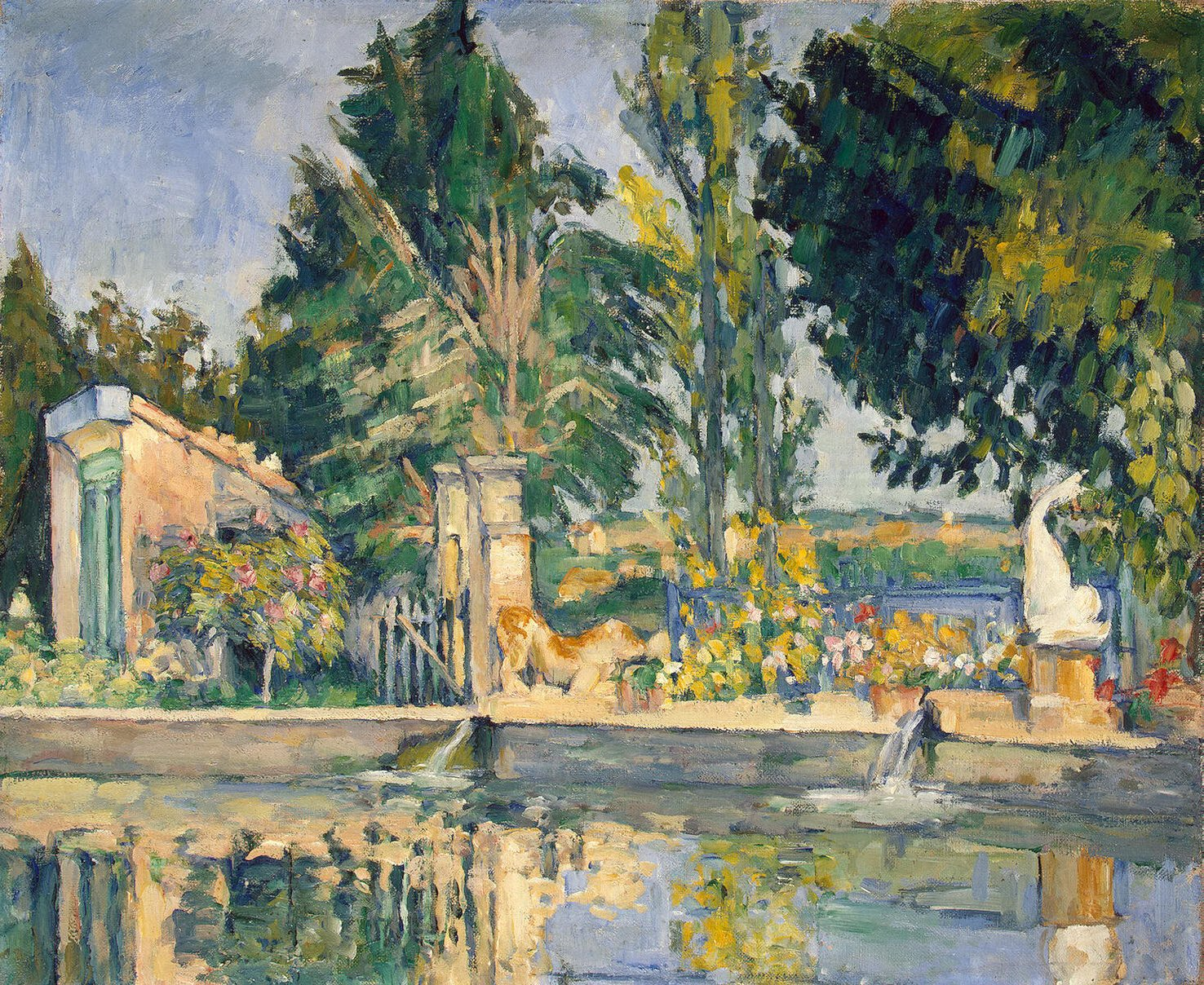
Le Jas de Bouffan, 1876, musée de l'Ermitage de Saint-Pétersbourg.
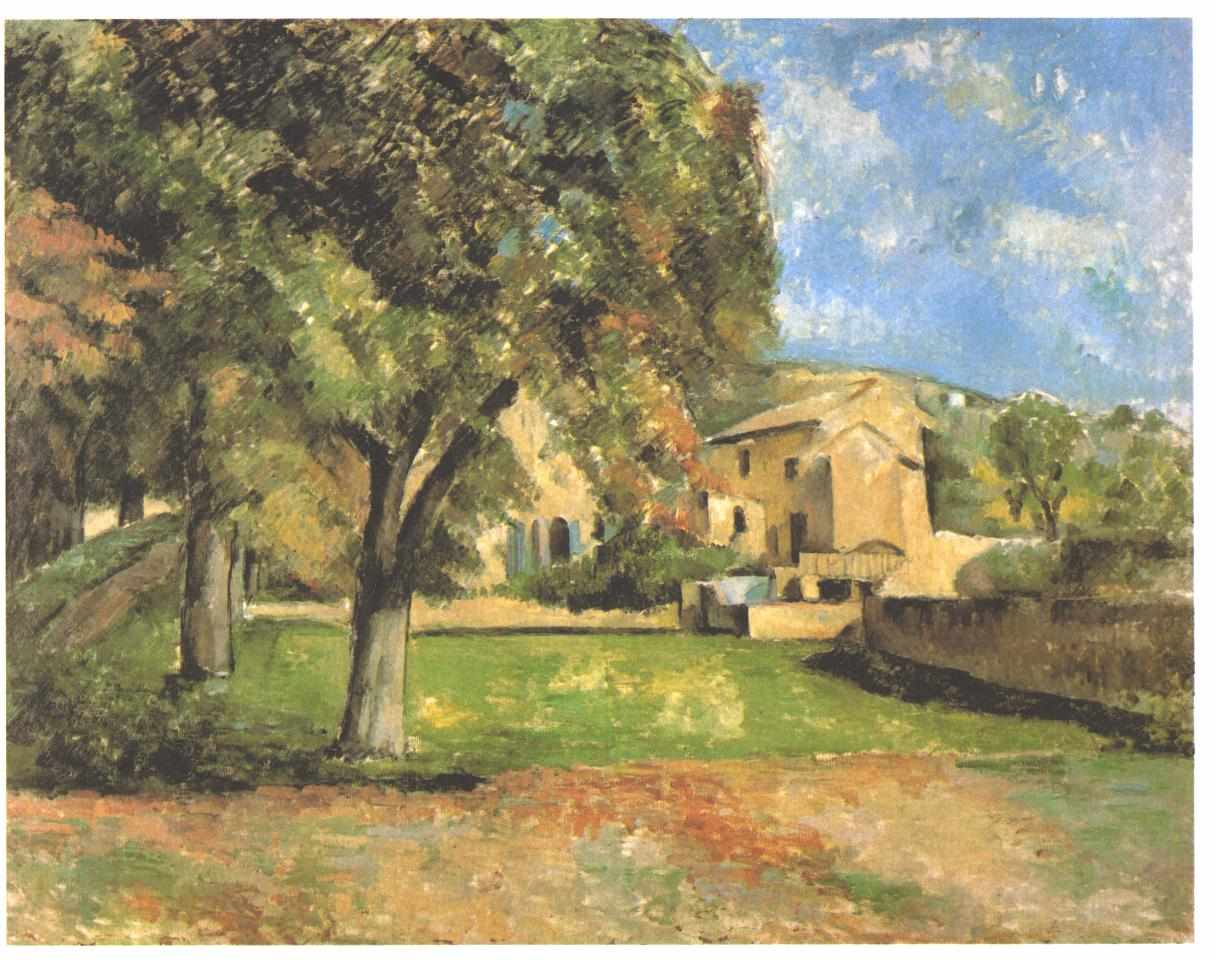
Châtaigniers du domaine du Jas de Bouffan, Norton Simon Museum (Californie).
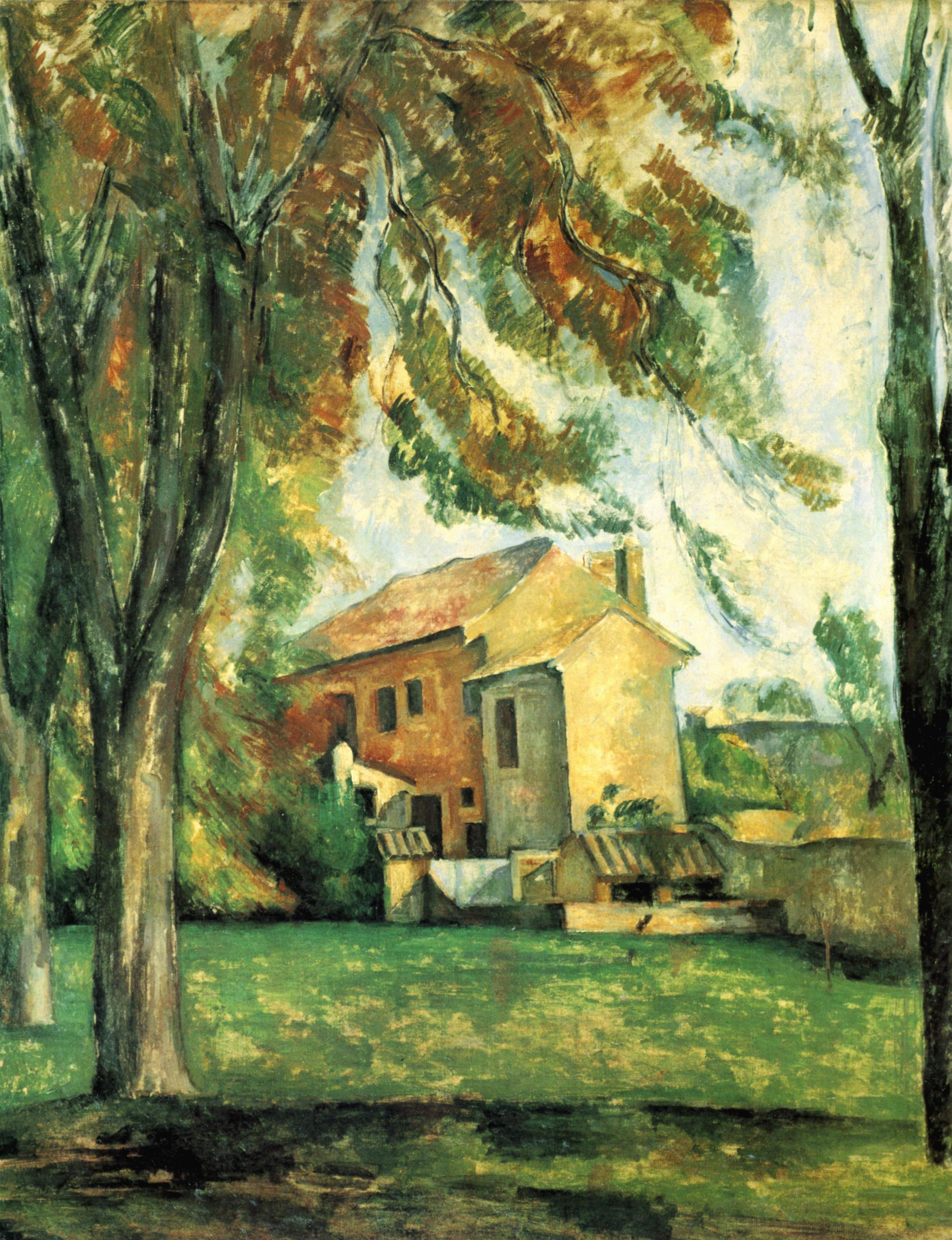
L'étang du Jas de Bouffan en hiver, v1878.
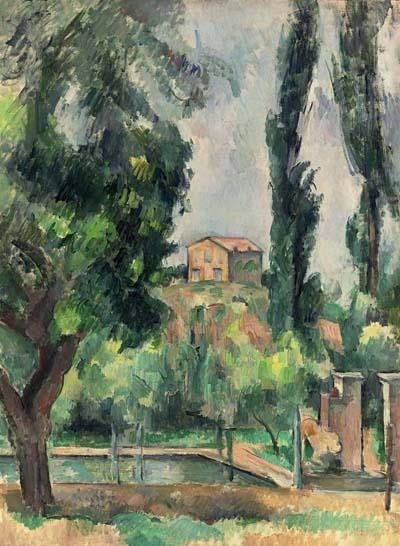
Jas de Bouffan.
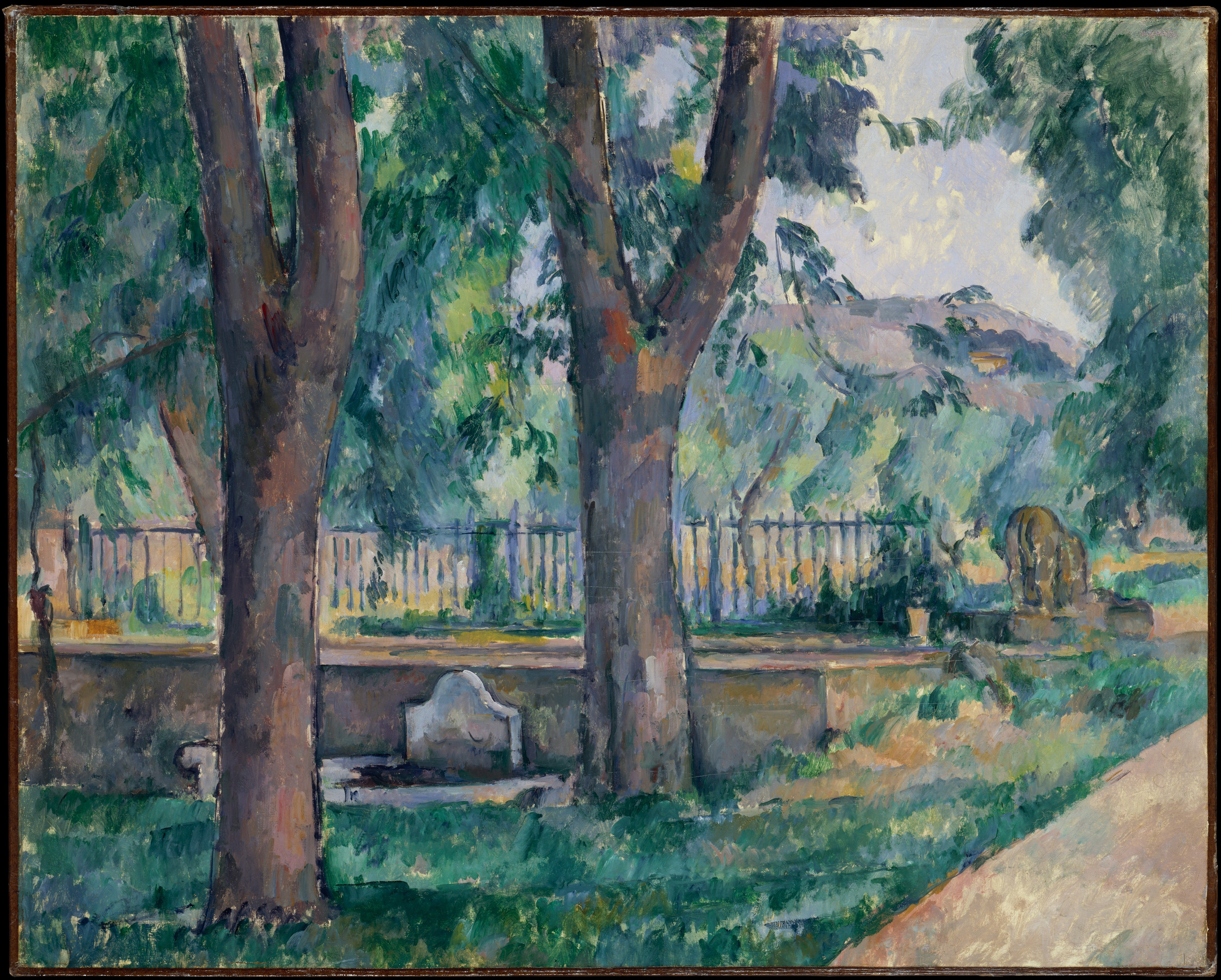
Vue d’un bassin, Metropolitan Museum of Art de New York.
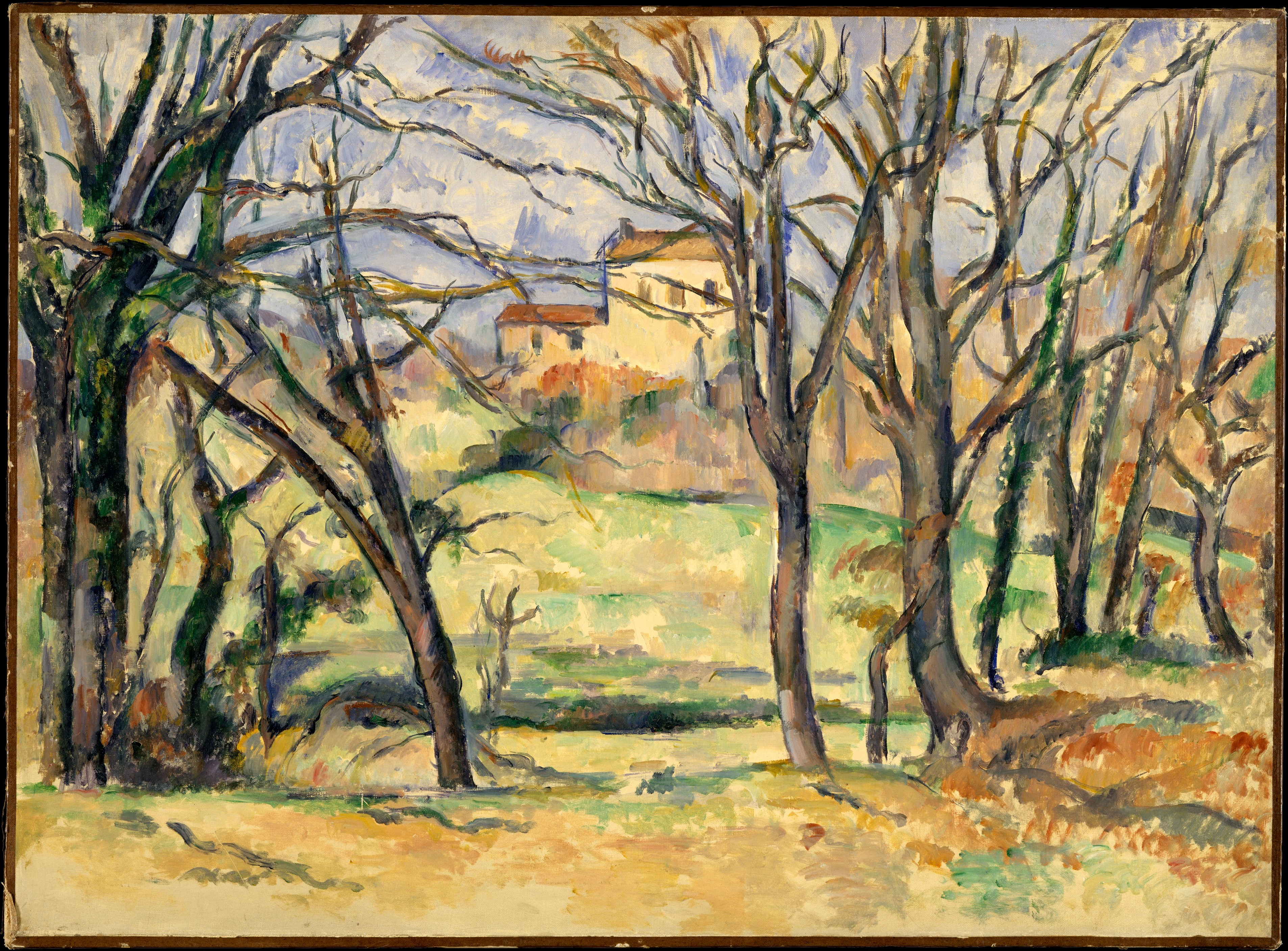
Arbres et maisons à proximité du Jas de Bouffan, Metropolitan Museum of Art de New York.

Vers 1885 son père fait refaire la toiture et lui aménage un petit atelier d'artiste dans le grenier. Après la disparition en 1886 de ce dernier, Cézanne s'y rend régulièrement pour peindre, jusqu'à la disparition de sa mère en 1897. Il vend alors les lieux avec ses deux sœurs en 1899, pour se faire construire son atelier d'artiste des Lauves au nord d'Aix en 1901.

## Musée Cézanne
La bastide est acquise par la municipalité d'Aix dans les années 2000, pour la réhabiliter et y ouvrir un musée Cézanne en 2006, pour l’occasion de « l’année Cézanne en Provence » du 100e anniversaire de la disparition de Paul Cézanne, pour exposer la bastide, son parc et l’histoire du peintre. La bastide a fermé en 2018 pour subir une importante réhabilitation. Tout d'abord, la bastide a été rénovée sur le plan architectural, travaux coordonnées par l'architecte des bâtiments de France Pierre-Antoine Gatier. Ces travaux de rénovation ont été terminés en 2020. Mais, les travaux continuent pour retrouver l'aspect originel du parc (tel qu'on le trouve dans les toiles de Cézanne), et construire des bâtiments annexes notamment pour la billetterie. La bastide devrait rouvrir au public en 2025.

## Au cinéma
- 2016 : Cézanne et moi de Danièle Thompson (film sur l'amitié entre Paul Cézanne et Émile Zola).

## En musique
En 1984 France Gall interprète sa chanson à succès Cézanne peint, sur fond de grillons provençal, et de cigales, écrite et composée par Michel Berger « l’été dans la campagne d’Aix, dans une maison face à la montagne Sainte-Victoire, à côté de l’atelier de Cézanne » pour son album Débranche !.